# Блейд Рънър 2049
„Блейд Рънър 2049“ (на английски: Blade Runner 2049) е научнофантастичен филм от 2017 г. на режисьора Дени Вилньов, базиран на книгата „Сънуват ли андроидите електроовце?“ на Филип К. Дик.
Филмът е продължение на култовия филм „Блейд Рънър“ от 1982 г. Главният герой в първия филм – Рик Декард (Харисън Форд) се завръща с второстепенна роля, а с главна роля във филма е Кей (Райън Гослинг). Филмът е успешно продължение на оригинала, като получава главно позитивни отзиви. Въпреки това филмът едва успява да спечели 259 милиона щатски долара на фона на бюджета си от 150 – 185 милиона щатски долара.

## Актьорски състав
- Райън Гослинг – Кей/ Джо
- Харисън Форд – Рик Декард
- Ана де Армас – Джои
- Силвия Хоекс – Любов/ Лъв
- Робин Райт – лейтанант Йоши
- Макензи Дейвис – Мариет
- Карла Юри – доктор Ана Стелин
- Лени Джеймс – господин Котън
- Дейв Батиста – Сапър Мортън
- Джаред Лето – Ниандър Уолъс
- Дейвид Дастмалчиан – Коко
- Бархад Абди – Док Баджър
- Хиам Абас – Фрейса
- Ууд Харис – Нандез

## Заснемане
Снимачният период се състои от юли до ноември 2016 г. предимно в Корда Студиос и Ориго Студиос в Будапеща, Унгария.
На 25 август 2016 г. строителен работник умира при инцидент, докато е разглобявал един от филмовите декори в Ориго Студиос.

## Филми от поредицата за „Блейд Рънър“
Поредицата „Блейд Рънър“ включва 2 филма:
- „Блейд Рънър“ (1982)
- „Блейд Рънър 2049“ (2017)